# So Familiar
So Familiar è un album in studio collaborativo dell'attore e musicista statunitense Steve Martin e della cantautrice statunitense Edie Brickell, pubblicato nel 2015.

## Tracce
1. So Familiar – 2:46
2. Always Will – 2:27
3. Way Back in the Day – 3:18
4. Won't Go Back – 2:22
5. I'm by Your Side – 2:39
6. I Had a Vision – 3:55
7. I Have You – 2:19
8. Another Round – 2:24
9. Mine All Mine – 2:09
10. Heart of the Dreamer – 3:14
11. My Baby – 3:20
12. Heartbreaker – 3:19